# The Denver Post
The Denver Post est un journal quotidien américain de langue anglaise, publié à Denver, dans l'État du Colorado. Sous son titre actuel, le journal existe depuis 1901 et paraît sept jours par semaine.

## Histoire

### Le premierEvening Post(1892-1893)
En août 1892, un groupe de démocrates, partisans de l'ancien président Grover Cleveland, battu le 6 novembre 1888 par le républicain Benjamin Harrison, réunit une somme de 50 000 USD pour fonder à Denver un quotidien du soir appuyant la nouvelle candidature de Grover Cleveland à la présidence des États-Unis, quotidien simplement titré The Evening Post. Le principal quotidien de la ville est alors le Rocky Mountain News, fondé à la création de la ville en 1859.
Si, au niveau national, la campagne de Cleveland est un succès, le conduisant à être de nouveau élu à la présidence le 8 novembre 1892, la popularité du candidat démocrate dans l'État du Colorado pâtit de ses positions et de celle des démocrates de la côte Est des États-Unis, qui sont opposés aux achats, par le gouvernement fédéral, de minerai d'argent, et sont favorables à l'abrogation de la loi sur les achats d'argent promulguée en 1890. Après l'élection de Cleveland, le boom de l'extraction d'argent dans le Colorado s'accompagne d'une inflation sui conduit à la panique financière de 1893, conduisant le président Cleveland à abroger la loi Sherman sur les achats de minerai d'argent. Il s'ensuit une grave dépression économique dans le Colorado, qui s'accompagne d'une baisse de popularité importante des démocrates dans l'État et sur une fuite du lectorat de l’Evening Post, qui doit suspendre sa parution en août 1893.

### Le secondEvening Post(1895-1901)
En juin 1894, un nouveau groupe de démocrates parvient à réunir la somme de 50 000 USD et le journal renaît de ses cendres. Cependant, il ne tarde pas à être racheté à bas prix, le 28 octobre 1895, par un tandem formé de Harry Heye Tammen, propriétaire d'une boutique de souvenirs et curiosités, et Frederick Gilmer Bonfils (en), entrepreneur dans l'immobilier et organisateur de loteries vivant à Kansas City, qui changent le nom du journal en Denver Evening Post dès le 3 novembre 1895. Bien que les deux hommes n'aient aucune expérience dans le domaine de la presse, ils parviennent toutefois à faire du quotidien un journal qui rencontre le succès et dont l'audience ne tarde pas à dépasser l'audience réunie des trois principaux quotidiens publiés à Denver à l'époque.

### LeDenver Postlié à la famille Bonfils (1901-1973)
Le 1er janvier 1901, le Denver Evening Post devient The Denver Post, titre qu'il conserve un siècle plus tard, mais continue à être publié le soir, la vente matinale ne devant intervenir qu'en 1980.
Après la mort de Harry Heye Tammen en 1924 puis de Frederick Gilmer Bonfils en 1933, le journal est contrôlé par les deux filles de ce dernier, Helen G. Bonfils et May Bonfils.
En 1960, des difficultés financières conduisent Helen Bonfils à confier la trésorerie du journal à Donald Seawell (en), futur créateur du Denver Center for the Performing Arts (en).
À la mort d'Helen Bonfils, en 1973, Donald Seawell devient directeur de publication du Denver Post.

### LeDenver Postdepuis 1973
Une grande partie des dividendes du Denver Post servant à indirectement assurer le fonctionnement du Denver Center for the Performing Arts (en), le journal essuie des pertes dans les années 1970, ce qui conduit Donald Seawell à le revendre, en 1980, pour 95 millions de dollars à la compagnie californienne Times Mirror Co., le résultat de la vente du quotidien assurant alors l'assise financière du Denver Center of Performing Arts, que Donald Seawell continuera à diriger jusqu'à sa retraite, en 2007, à l'âge de 94 ans.
La Times Mirror Co. décide de rompre avec la tradition du quotidien vespéral et transformer le Denver Post en un quotidien du matin. La diffusion du journal progresse, mais pas autant qu'espéré par ses nouveaux propriétaires, conduisant ceux-ci, en 1987, à William Dean Singleton (en), propriétaire du MediaNews Group (en).
En janvier 2001 intervient un accord « historique » entre le Denver Post et son principal concurrent, le Rocky Mountain News, publié depuis 1859. Aux termes de cet accord, les deux groupes, MediaNews Group, propriétaire du Denver Post, et E. W. Scripps Company, propriétaire du Rocky Mountain News depuis 1926, créent une filiale commune, la Denver Newspaper Agency, qui publiera conjointement, jusqu'en février 2009, les deux quotidiens, cinq jours par semaine, du lundi au vendredi, chacun conservant sa spécificité : le Denver Post est publié en grand format, tandis que le Rocky Mountain News est publié au format tabloïd. Le samedi, seul est publié le Rocky Mountain News, tandis que le dimanche, seul le Denver Post est publié, chaque journal publié le week-end offrant une page d'éditoriaux à la rédaction de son concurrent.
Le 27 février 2009, le Rocky Mountain News publie son dernier numéro, après presque 150 ans d'existence, et l'accord de 2001 ayant conduit à la création de la Denver Newspaper Agency devient caduc. Dès le lendemain, le 28 février 2009, le Denver Post publie à nouveau, pour la première fois depuis 2001, une édition du samedi et retrouve ainsi son rythme de parution pour tous les jours de la semaine.